# 強烈熱帶風暴維克托
強烈熱帶風暴維克托（英語：Severe Tropical Storm Victor，國際編號：9712，中國大陸編號：9710，聯合颱風警報中心：13W，菲律賓大氣地球物理和天文管理局：Goring）是1997年太平洋颱風季第12個被命名的風暴。維克托是繼1979年超強颱風荷貝後，18年以來首個登陸香港的熱帶氣旋，亦是自1983年颱風愛倫後，14年以來首個令香港天文台發出九號烈風或暴風風力增強信號的熱帶氣旋，更是自1973年颱風黛蒂後，24年以來首個於南海生成而導致香港發出九號信號的熱帶氣旋。

## 發展過程
維克托於1997年7月31日在香港以南約590公里發展為熱帶低氣壓，初時以西北偏西方向緩慢移動，翌日早上增強為熱帶風暴並加速向北移，其外圍環流開始影響華南沿岸區域。維克托於當日傍晚增強為強烈熱帶風暴，並於8月2日早上進一步增強為颱風（日本氣象廳並沒有承認），維克托於當日下午以時速約18公里向北移並直趨香港。維克托在登陸前以時速約22公里進一步加快移動。
維克托於8月2日晚上首先在擔杆島以西海域掠過（香港天文台總部以南約30公里），然後在香港上空減弱為強烈熱帶風暴及橫過香港島和大嶼山之間海域、青馬大橋，最後於深井附近登陸。並繼續向北移動橫過新界西部。
維克托橫過香港後於8月3日早上減弱為熱帶風暴，並於當日下午減弱為熱帶低氣壓，其後於當晚於湖南減弱為低壓區。

## 影響

### 香港[1]
- 當地懸掛之最高熱帶氣旋警告信號： 九號烈風或暴風風力增強信號
- 最接近當地時間：1997年8月2日下午8時
- 最接近當地位置：香港天文台總部以西約10公里（掠過香港境內）

香港天文台於1997年7月31日下午2時正懸掛一號戒備信號，當時維克托集結在香港以南約590公里。隨著維克托增強及進一步移近香港，香港偏東風開始加強至強風及有開始狂風驟雨，因此天文台於8月1日早上10時正改掛三號強風信號。
受到維克托的外圍雨帶影響，天文台於8月2日上午9時45分發出水浸警告。由於預料維克托會相當接近香港，天文台於8月2日在中午12時發出八號東北烈風或暴風信號，當時維克托集結在香港以南約170公里。隨著維克托繼續逼近華南沿岸，天文台在當天下午4時50分懸掛九號烈風或暴風風力增強信號，當時維克托位於香港以南100公里，不排除未來數小時內改掛十號風球。
在改發八號及九號信號後，全港有37個臨時庇護站開放給有需要人士，並有117人入住。而海面出現大浪，能見度頗低。
晚上8時左右，颱風維克托進入香港境內並減弱為強烈熱帶風暴，因此天文台無需改掛十號颶風信號。其中心集結於香港島和大嶼山之間，當時維克托最接近香港天文台總部，位於香港天文台總部以西約10公里。隨後維克托的中心橫過剛通車不久的青馬大橋，繼而在新界深井附近登陸。並繼續向北或西北偏北移動橫過新界西部。這時香港境內吹烈風程度的旋風，大尾篤、青洲及橫瀾島均受暴風吹襲，分別錄得每小時94、101及110公里的一小時平均風速。昂坪更短暫吹颶風，錄得最高每小時125公里的一小時平均風速。晚上9時，維克托進入中國深圳。香港天文台總部亦在晚上7時28分錄得瞬時最低氣壓973.0百帕斯卡。
天文台在晚上10時25分發出山泥傾瀉警告。登陸後，維克托繼續向北移動，而本地由旋風漸轉吹西南風。隨著維克托的遠離，天文台在晚上11時40分改掛八號西南烈風或暴風信號，當時維克托在香港西北偏北70公里。維克托移動速度逐步加快至每小時25公里遠離香港，香港風力迅速轉弱，天文台在8月3日上午3時30分改掛三號強風信號，當時維克托在香港西北偏北180公里。早上4時45分天文台除下所有熱帶氣旋警告信號。隨著所有風球除下，所有交通服務及渡輪服務恢復服務。
維克托襲港期間，英籍男子Larmour在赤柱附近由於拯救另外兩名被大浪捲走的男子時遇溺喪生。全港最少有3宗山泥傾瀉、20宗水浸、7宗棚架倒塌、10宗高空墮物及110宗大樹倒下的報告。有58人在各種風暴有關的意外中受傷。
維克托的外圍雨帶在8月3日繼續為香港帶來連場豪雨，造成約14宗山泥傾瀉和40宗水浸，其中新界北部的水浸最為嚴重。在錦田附近的大江埔村，水深曾達1米。另外，長沙灣呈祥道附近發生的一宗嚴重山泥傾瀉引致該處道路需要封閉達數星期之久，而3號幹線餘下工程則如期於1998上半年完成。

### 葡屬澳門
- 當地懸掛之最高熱帶氣旋信號：  九號風球
- 最接近當地位置：澳門以東55公里

由於維克托並非正面吹襲澳門及可預見其將在登陸香港時減弱成強烈熱帶風暴，氣象台懸掛自1993年以來的首次九號風球。襲澳期間，氣象台錄得瞬時最低氣壓為966.9百帕斯卡，每小時平均最高風速錄得82公里，最高陣風錄得時速152公里，8月2日共錄得179.2毫米雨量。風暴下，澳門有輕微財物損失，但無傷亡。

### 中國大陸
維克托在廣東及福建省造成嚴重破壞，共76人死亡、1,000多人受傷。約85,000間房屋被毀或受破壞，經濟損失約共5.864億美元。

## 熱帶氣旋警告使用紀錄

### 香港
| 香港天文台 熱帶氣旋警告信號 | 香港天文台 熱帶氣旋警告信號 | 香港天文台 熱帶氣旋警告信號 |
| --------------------------- | --------------------------- | --------------------------- |
| 上一熱帶氣旋                | 一號戒備信號                | 下一熱帶氣旋                |
| 颱風貝芙                    | 一號戒備信號                | 颱風思蒂                    |
| 強颱風莎莉                  | 三號強風信號                | 颱風思蒂                    |
| 強烈熱帶風暴海倫            | 八號東北烈風或暴風信號      | 颱風利奧                    |
| 強颱風肯特                  | 八號西南烈風或暴風信號      | 颱風森姆                    |
| 強颱風莎莉                  | 八號烈風或暴風信號          | 颱風利奧                    |
| 超強颱風愛倫                | 九號烈風或暴風風力增強信號  | 颱風瑪姬                    |

### 葡屬澳門
| 地球物理暨氣象台 熱帶氣旋信號 | 地球物理暨氣象台 熱帶氣旋信號 | 地球物理暨氣象台 熱帶氣旋信號 |
| ----------------------------- | ----------------------------- | ----------------------------- |
| 上一熱帶氣旋                  | 一號風球                      | 下一熱帶氣旋                  |
| 颱風貝芙                      | 一號風球                      | 颱風思蒂                      |
| 颱風莎莉                      | 三號風球                      | 颱風思蒂                      |
| 颱風莎莉                      | 八號東北風球                  | 颱風瑪姬                      |
| 颱風肯特                      | 八號西北風球                  | 颱風瑪姬                      |
| 颱風肯特                      | 八號西南風球                  | 颱風約克                      |
| 颱風莎莉                      | 八號風球                      | 颱風瑪姬                      |
| 強烈熱帶風暴貝姬              | 九號風球                      | 颱風約克                      |

## 外部連結
- 颱風維克托橫越香港的路線圖 （页面存档备份，存于）
- 颱風維克托衛星雲圖 （页面存档备份，存于）